# Ludwig Friedrich Leopold von Gerlach
Ludwig Friedrich Leopold von Gerlach (Berlin, 1790. szeptember 17. – Potsdam, 1861. január 10.) porosz tábornok és politikus, Ernst Ludwig von Gerlach bátya.

## Élete
1806-ban lépett a porosz hadseregbe és Blücher csapatában részt vett az auerstädti csatában, továbbá az 1813-14-es és 1815-ös szabadságharcokban. 1826-ban Vilmos hercegnek (a későbbi királynak) hadsegéde lett; 1838-ban őrnagy és a 3. hadtest törzskarának főnöke, 1842-ben a testőrségi népfölkelő dandárnak főnöke, 1844-ben vezérőrnagy, 1849-ben altábornagy és a király táborsegéde lett. E minőségében a királyra politikai és egyházi tekintetben nagy hatást gyakorolt. 1859-ben a gyalogság tábornokává nevezték ki.